# El-Moezz
El-Moezz est un gouverneur au Maghreb vers 1006. Il a été désigné par les Omeyyades pour rétablir l'ordre au Maghreb. Il essayera de réunir tous les Maghraouas et les Zénètes.

## Biographie
El-Moezz est le fils de Ziri ibn Attia. 
En 1006, il est nommé gouverneur du Maghreb par les Omeyyades et s'installe à Fès.
À la chute des Omeyyades, une lutte commence entre les Maghraouas et les Benilfren. El-Moezz perd une bataille et son armée en 1016 contre les Beni-Khazroum, qui se sont déclarés indépendants et ont pris le contrôle de Sijilmassa. Ils s'étendent ensuite dans la vallée de la Molouïa et jusqu'à Séfrou, très proche de Fès.
El-Moezz cède le pouvoir ou meurt avant 1026 et est remplacé par Hammama.